# Rozgniotkowate
Rozgniotkowate (Omalisidae) – rodzina chrząszczy z podrzędu wielożernych.
W Polsce jedynym przedstawicielem rodziny jest bardzo rzadki gatunek Omalisus fontisbellaquaei.
Zalicza się tu 8 rodzajów:
- Cimbrion Kazantsev, 2010
- Euanoma Reitter, 1889
- †Jantarokrama Kirejtshuk et Kovalev, 2015
- Omalisus Geoffroy, 1762
- Paradrilus Kiesenwetter, 1865
- Phaeopterus Costa, 1857
- Pseudeuanoma Pic, 1901
- Thilmanus Gemminger, 1869